# Jackie Brown
Jackie Brown är en amerikansk kriminaldramafilm från 1997, regisserad av Quentin Tarantino. Filmen hade Sverigepremiär den 27 mars 1998.

## Handling
Jackie Brown (Grier) är en 44-årig flygvärdinna som smugglar svarta pengar från Mexiko åt vapensmugglaren Ordell Robbie (Jackson). Men en dag blir hon stoppad i tullen av polisen, som är ute efter Ordell. De ger Jackie två alternativ: antingen så avslöjar hon Ordell (och riskera att bli mördad) eller så får hon skaka galler i minst ett år. Men Jackie har ett tredje alternativ: lura polisen och ta en halv miljon av Ordells dollar.

## Om filmen
Tarantino ville att Pam Grier skulle spela huvudrollen, vilket var oväntat för henne. Grier läste för rollen som Jody i Pulp Fiction men Tarantino trodde inte att publiken skulle finna det rimligt för Eric Stoltz att skrika åt henne. I originalromanen så är Jackie-karaktären vit, men Tarantino ändrade karaktären till svart. I filmen finns en scen där en halv miljon dollar förekommer. I den scenen är det en halv miljon äkta dollar. Tarantino undvek med flit att lägga till något våld som inte fanns med i romanen, detta gjorde filmen till Tarantinos minst våldsamma film. Filmen fick en 11-årsgräns.
Varken Grier eller Forster hade spelat större roller på flera år innan och Jackie Brown gjorde dem till stjärnor. Forster fick en Oscarsnomenering för bästa manliga biroll. Jackson och Grier nominerades för Golden Globe.
Spike Lee kritiserade filmen för ordet "nigger" användes 38 gånger i filmen, men Samuel L. Jackson försvarade Tarantinos användning av ordet.

## Rollista (i urval)
- Pam Grier – Jackie Brown
- Samuel L. Jackson – Ordell Robbie
- Robert Forster – Max Cherry
- Bridget Fonda – Melanie
- Michael Keaton – Ray Nicolette
- Robert De Niro – Louis Gara
- Michael Bowen – Mark Dargus
- Lisa Gay Hamilton – Sheronda
- Tom "Tiny" Lister, jr. – Winston
- Hattie Winston – Simone
- Sid Haig – domaren
- Aimee Graham – Amy, försäljningsflickan
- Chris Tucker – Beaumont Livingston
- T'Keyah Crystal Keymáh – Raynelle, Ordells knarkpolare
- Denise Crosby – försvarsadvokaten

## Musik
Låtlista med artister i kronologisk ordning. De låtar som finns på filmens soundtrack är markerat i Fetstil.
- "Across 110th Street" - Bobby Womack
- "Strawberry Letter 23" - Brothers Johnson
- "Baby Love" - The Supremes
- "Long Time Woman" - Pam Grier
- "Natural High" - Bloodstone
- "Exotic Dance" - Roy Ayers
- "Tennessee Stud" - Johnny Cash
- "My Touch of Madness" - Jermaine Jackson
- "La La La Means I Love You" - The Delfonics
- "Didn't I Blow Your Mind This Time" - The Delfonics
- "Inside My Love" - Minnie Riperton
- " (Holy Matrimony) Letter to the Firm" - Isaac Hayes
- "Who Is He (And What Is He to You?)" - Bill Withers
- "Cissy Strut" - The Meters
- "Aragon" - Roy Ayers
- "Monte Carlo Nights" - Elliot Easton's Tiki Gods
- "She Puts Me in the Mood" - Elvin Bishop
- "Undun" - The Guess Who
- "Midnight Confessions" - The Grassroots
- "Street Life" - Randy Crawford
- "Vittrone's Theme - King Is Dead" - Roy Ayers
- "Escape" - Roy Ayers
- "The Lions and the Cucumber" - The Vampire Sound Incorporation
- "Grazing in the Grass" - Orchestra Harlow
- "Mad Dog (Feroce)" - Umberto Smaila
- "Chicks Who Love Guns" - Joseph Julián González
- "Jizz da Pitt" - Slash's Snakepit
- "Luxury Hotel" - Brad Hatfield

## Filmpriser

### Vunna Priser
- Filmfestivalen i Berlin
  - Bästa manliga biroll - Samuel L. Jackson
- Csapnivalo Awards
  - Bästa kvinnliga biroll - Pam Grier
  - Bästa manus - Quentin Tarantino
- Kansas City Film Critics Circle Awards
  - Bästa manliga biroll - Robert Forster

### Nomineringar
- Academy of Science Fiction, Fantasy & Horror Films, USA
  - Bästa kvinnliga huvudroll - Pam Grier
  - Bästa manliga biroll - Robert Forster
- Filmfestivalen i Berlin
  - Bästa regissör - Quentin Tarantino
- DVD Exclusive Awards
  - Bästa Nya spelfilm - Shannon McIntosh
- Golden Globe
  - Bästa manliga biroll - Komedi/Musikal - Samuel L. Jackson
  - Bästa kvinnlig huvudroll - Komedi/Musikal - Pam Grier
- Image Awards
  - Bästa kvinnliga huvudroll - Pam Grier
- MTV Movie Awards
  - Bästa manliga biroll - Samuel L. Jackson
- Oscar
  - Bästa manliga biroll - Robert Forster
- Satellite Awards
  - Bästa kvinnliga huvudroll - Pam Grier
- Screen Actors Guild Awards
  - Bästa kvinnliga huvudroll - Pam Grier